# 白斑細鰩
白斑細鰩（學名：Rajella lintea），為軟骨魚綱鰩目鰩科鰩屬的一種，分布於北大西洋和北極地區鄰近邊緣，包括冰島至法羅群島、挪威和斯卡格拉克海峽以及巴倫支海西南部海域，深度150至2117公尺，本魚吻部中等長，尖端尖且略突出，上表面光滑，僅頭部和前緣或多或少有刺，尾部完全有刺，下側光滑，在眼睛前面和後面有多達4個刺，從頸背到第一背鰭有一排連續的42-51個刺，上表面為淺黃褐色或灰色，下表面為白色，尾部有灰色縱帶，泄殖腔兩側有灰色斑點，體長可達125公分，棲息在大陸棚及大陸坡，為底棲性魚類，肉食性，卵生，卵囊為長方形，具有堅硬的角質觸鬚，幼魚可能傾向跟隨大的個體，生活習性不明，可做為食用魚及遊釣魚。